# Giovanni Poggio
Giovanni Poggio, també escrit Poggi (Bolonya, 21 de gener de 1493 - Bolonya, 12 de febrer de 1556), va ser un bisbe i cardenal italià, conegut principalment per les elaborades decoracions que va disposar per a la seua residència, el Palazzo Poggi.

## Biografia
Era fill de Cristoforo Poggio i de Francesca Quistelli. Durant la seua formació, Giovanni va mostrar interès per la música, i als setze anys va fer un viatge a Espanya, on va aprendre a tocar la guitarra. De tornada a Bolonya, es va casar amb la milanesa Ludovica Bibieni, amb qui va tenir un fill, i després de morir la seua dona el 1528 es va fer clergue amb ordes menors i va entrar al servei de la cúria romana. El papa Pau III el va nomenar protonotari apostòlic i tresorer de la Cambra apostòlica. Des del juliol de 1529 fins al març de 1541, Poggio va ser el nunci a la cort reial espanyola, substituït entre gener de 1535 i juliol de 1537 per Giovanni Guidiccione.
Poggio va ser nomenat bisbe de Tropea el 4 d'octubre de 1541.
Va nomenar un vicari general per a administrar la diòcesi, ja que va tornar a ser nunci a Espanya des del setembre del 1541 fins al desembre del 1551, prop de l'emperador Carles V. El 1554, el papa Juli III el va enviar a intentar convèncer Francesc de Borja, quart duc de Gandia, d'acceptar un barret de cardenal, però el Borja el va refusar.
A petició de Carles V, el papa Juli III va fer a Poggio cardenal prevere en el consistori del 20 de novembre de 1551. Va rebre la birreta vermella i el titulus de Sant'Anastasia el 23 de març de 1552. Del desembre de 1551 al març de 1553, va ser legat a latere a Espanya. El gener de 1552 va defensar amb èxit els jesuïtes contra els intents de l'arquebisbe de Toledo, Juan Martínez Silíceo, de suprimir aquest orde.
Poggio va participar en el conclave papal d'abril de 1555 que va elegir el papa Marcel II, i també en el de maig de 1555 en què Giovanni Pietro Carafa va ser elegit papa i va adoptar el nom de Pau IV. Poggio inicialment es va resistir a aquesta elecció, però finalment va ser persuadit pel cardenal  Alessandro Farnese.
Va renunciar al govern de la seua seu a favor del seu nebot Giovanni Matteo di Lucchi, bisbe d'Ancona, el 6 de febrer de 1556. Va morir sis dies després, i va ser enterrat a Bolonya en l'església agustiniana de San Giacomo Maggiore.

## Palau i capella
La construcció del Palazzo Poggi a Bolonya per Giovanni Poggio i el seu germà es va iniciar el 1549. El cardenal es va trobar amb Pellegrino Tibaldi després que el pintor es traslladà a Roma el 1547, i un temps després li va encarregar que pintàs el Palazzo Poggi. Tibaldi, natural de Bolonya, va tornar a la ciutat el 1555 i va pintar frescos per al cardenal al seu palau i capella familiar. Aquest treball es considera l'obra mestra de Tibaldi. A la capella de Poggio de la basílica de San Giacomo Maggiore, hi ha dos retrats del cardenal pintats per Tibaldi, un a cada costat de l'altar. El de l'esquerra el mostra com a nunci papal a Espanya, mentre que el de la dreta el mostra en anys posteriors, en la seua carrera com a cardenal.
El 1714, el palau Poggi, residència privada del cardenal, es va convertir en la casa de l'Institut delle Scienze, i continua sent un dels edificis principals de la Universitat de Bolonya.